# Mbanti-Mbang
Mbanti-Mbang (ou Mbatimbang, Mbantimbang, Mbantim-Bang) est un village du Cameroun situé dans le département du Djérem et la région de l'Adamaoua. Il fait partie de la commune de Tibati.

## Population
En 1967, le village comptait 73 habitants, principalement des Gbaya.
Lors du recensement de 2005, on y a dénombré 716 personnes, 341 de sexe masculin et 375 de sexe féminin.